# 이도엽
이도엽(1972년 4월 11일 ~ )은 대한민국의 배우이다.

## 학력
- 세종대학교 공연예술대학원 연기예술 석사 졸업
- 세종대학교 공연예술대학원 박사 수료

## 출연작

### 영화
- 《멀리가지마라》(2021년) - 형사반장 역
- 《담보》 (2020년) - 국민학교 상담 선생님 역
- 《저 산 너머》 (2020년) - 서품식 사회자 역
- 《정직한 후보》 (2020년) - 토론 진행자 역
- 《나의 특별한 형제》 (2019년) - 오 변호사 역
- 《하루》 (2017년) - 구급대팀장 역
- 《아티스트: 다시 태어나다》 (2017년) - 서울시관계자 역
- 《관상》 (2013년) - 김승규 역
- 《더 웹툰: 예고살인》 (2013년) - 부검의 역
- 《매기, 내 사랑하는 매기야》 (2007년)
- 《흡혈형사 나도열》 (2006년) - 이 형사 역
- 《2009 로스트 메모리즈》 (2002년) - 아지트 애인센진 역
- 《공동경비구역 JSA》 (2000년) - 남한군 7 역
- 《미술관 옆 동물원》 (1998년) - 이 비서 역

### 드라마
- 《청담국제고등학교 2》 (MBN, 2025년) - 백주원 역
- 《가석방심사관 이한신》 (tvN, 2024년) - 박진철 역
- 《우씨왕후》 (TVING, 2024년) - 명림어루 역
- 《감사합니다》 (tvN, 2024년) - 황건웅 역
- 《끝내주는 해결사》 (JTBC, 2024년) - 장재국 역
- 《재벌X형사》(SBS, 2024년) - 박찬건 역
- 《7인의 탈출》(SBS, 2023년) - 조동희 차장검사 역 (특별출연)
- 《소방서 옆 경찰서 그리고 국과수》(SBS, 2023년) - 마태화 역
- 《오! 영심이》 (지니 TV, 2023년) - 허길동 역
- 《낭만닥터 김사부 3》 (SBS, 2023년) - 유인식 함장 역 (특별출연)
- 《나쁜 엄마》 (JTBC, 2023년) - 이미주의 아버지 역
- 《KBS 드라마 스페셜 - 양들의 침묵》 (KBS2, 2022년) - 장동현 역
- 《소방서 옆 경찰서》(SBS, 2022년) - 마태화 역
- 《작은 아씨들》 (tvN, 2022년) - 원기선 역
- 《아다마스》 (tvN, 2022년) - 미스터 백 역
- 《아머드사우루스》 (SBS, 2021년) - 최철 사령관 역
- 《경이로운 소문》 (OCN, 2020년) - 조태신 역
- 《하자있는 인간들》 (MBC, 2019년) - 주서연 아버지 역
- 《신입사관 구해령》 (MBC, 2019년) - 심검열 역
- 《날 녹여주오》 (tvN, 2019년) - 성인 백영탁 역
- 《60일, 지정생존자》 (tvN, 2019년) - 안세영 역
- 《해치》 (SBS, 2019년) - 조현명 역
- 《마녀의 사랑》 (MBN, 2018년)
- 《슬기로운 감빵생활》 (tvN, 2017년) - 도부장 역
- 《명불허전》 (tvN, 2017년) – 오하라의 아버지 역
- 《수상한 파트너》 (SBS, 2017년) - 봉희 부 역
- 《맨투맨》 (JTBC, 2017년) - 최PD 역
- 《한국사기》 (KBS1, 2017년) - 광개토태왕 역
- 《이번 주 아내가 바람을 핍니다》 (JTBC, 2016년) - 현찬 역
- 《질투의 화신》 (SBS, 2016년) - 담임선생님 역
- 《시그널》 (tvN, 2016년) - 김정재 역
- 《오 나의 귀신님》 (tvN, 2015년) - 펜션주인 역
- 《육룡이 나르샤》 (SBS, 2015년) - 고려 공양왕 역
- 《대풍수》 (SBS, 2012년~2013년) - 이강달 역
- 《세상 어디에도 없는 착한남자》 (KBS2, 2012년) - 브리핑 하는 남자 역
- 《괜찮아, 아빠딸》 (SBS, 2010년~2011년) - 형사 역
- 《웃어요, 엄마》 (SBS, 2010년) - 윤민주의 전남편 역
- 《별순검 시즌 2》 (MBC드라마넷, 2009년)
- 《결혼해주세요》 (KBS2, 2010년) - 동혁 역
- 《황금물고기》 (MBC, 2010년)
- 《일지매》 (SBS, 2008년)
- 《사랑은 쉬지 않는다》 (KBS N, 2007년) ... 옛사랑 역

### 연극
- 《연옥》 (2016년) - 남자 역
- 《종일본가》 (2015년) - 아버지 역
- 《황금연못》 (2013년) - 빌 역
- 《가을 반딧불이》 (2013년) - 사토시 역
- 《이웃집 발명가》 (2012년)
- 《꽃상여》 (2011년)
- 《백치 백지》 (2011년) - 이야기꾼 역
- 《두 메데아》 (2009년) - 이아손 역
- 《길 떠나는 가족》 (2009년) - 중섭의 친구 역
- 《갈매기》 (2007년) - 메드베젠꼬 역

## 수상
- 2007년 서울연극제 남자연기상